# Jaskinia w Mącznej Skale Mała
Jaskinia w Mącznej Skale Mała – jaskinia w Mącznych Skałach w Dolinie Kluczwody w granicach Wielkiej Wsi, w gminie Wielka Wieś w powiecie krakowskim, w województwie małopolskim. Pod względem geograficznym jest to obszar Wyżyny Olkuskiej wchodzący w skład Wyżyny Krakowsko-Częstochowskiej.

## Opis obiektu
Myty otwór o wymiarach 2 × 2 m ma północno-zachodnią ekspozycję i znajduje się na wysokości 20 m nad dnem doliny. Znajduje się za nim myty, wysoki korytarz. W tylnej części korytarz staje się bardziej zawaliskowy, w jego stropie są liczne skały sklejone mlekiem wapiennym. W tej części od korytarza odchodzi kilka krótkich poprzecznych odgałęzień powstałych na szczelinach. W końcowej części wysokość korytarza obniża się do kilkudziesięciu cm. Za zwężeniem znajduje się końcowa salka. Od salki tej, a także od końcowego niskiego odcinka korytarza odchodzą ciasne korytarzyki łączące się z sobą w niewielkiej salce. Są one jednak dla człowieka za ciasne. W 2015 r. zamieszkane były przez borsuka, który częściowo je przysypał.
Jest to jaskinia krasowa utworzona w późnojurajskich wapieniach skalistych. W kilku miejscach na jej stropie są zwietrzałe polewy i zwietrzałe mleko wapienne. Namulisko składa się z rumoszu skalnego i gliny. W pobliżu otworu zostało częściowo usunięte. Jaskinia jest wilgotna, z jej stropu miejscami skapuje woda. Światło słoneczne dociera na odległość około 10 m od otworu. W jego zasięgu na ścianach wegetują glony, mchy i paprocie z rodzaju zanokcica. Obserwowano ślady zamieszkiwania jaskini przez borsuka, z innych zwierząt występują pająki, kosarze, ślimaki, muchówki. Wśród pajęczaków E. Sanocka-Wołoszynowa stwierdziła gatunki: Tegenaria silvestris, Porrhomma moravicum, Meta menardi, Bathyphantes gracilis, Nesticus cellulanus.

## Historia poznania
Po raz pierwszy jaskinię wymienia Gotfryd Ossowski w 1884 r. Opisał ją Kazimierz Kowalski w 1951 r. Wówczas znana jej długość wynosiła 21 m. Później odkryto na jej końcu dwie małe salki, wskutek czego długość jaskini wzrosła do 25 m. W 1981 r. E. Sanocka-Wołoszynowa badała faunę pajęczaków w jaskini. Obecny opis i plan jaskini sporządził N. Sznober w 2015 r.

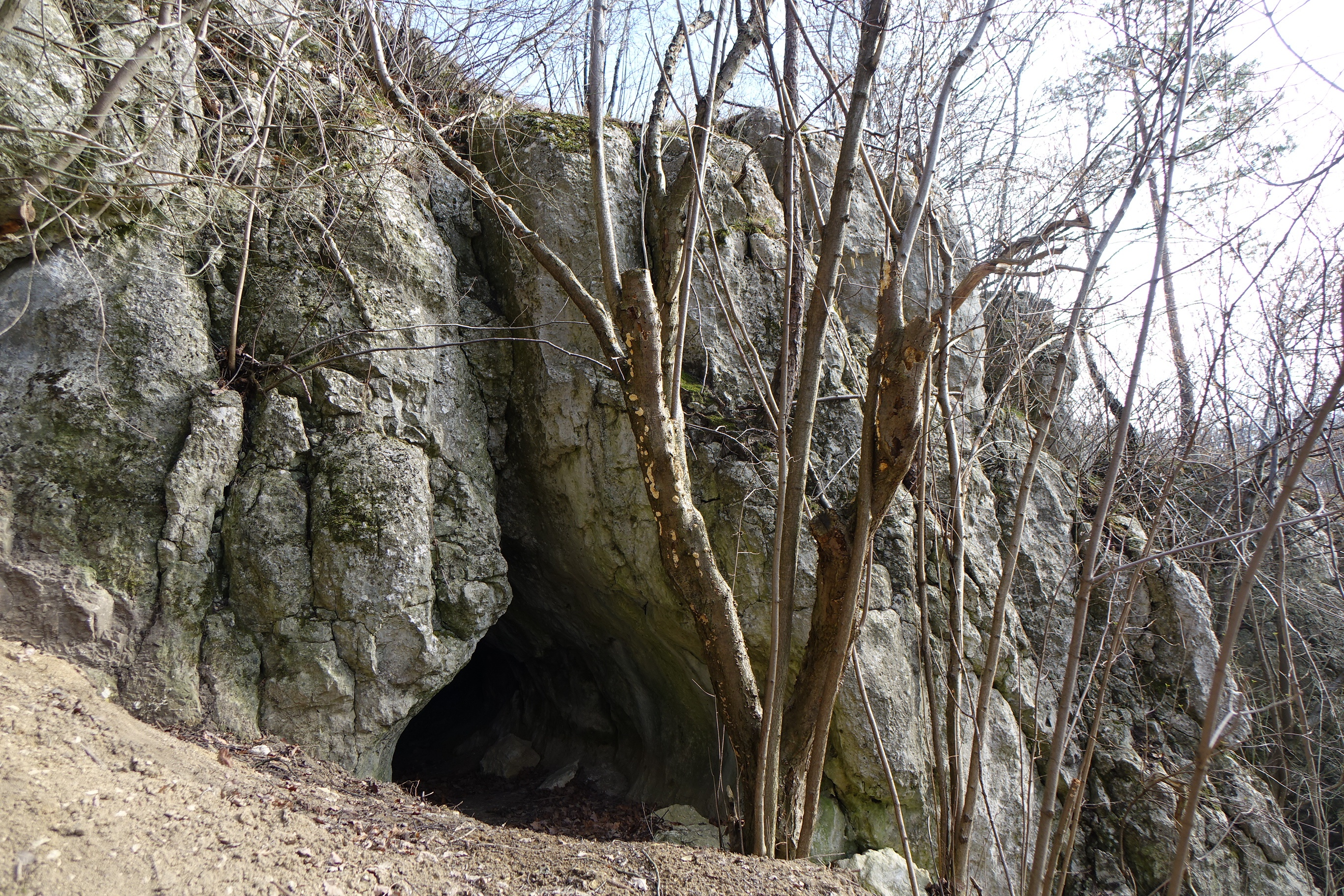
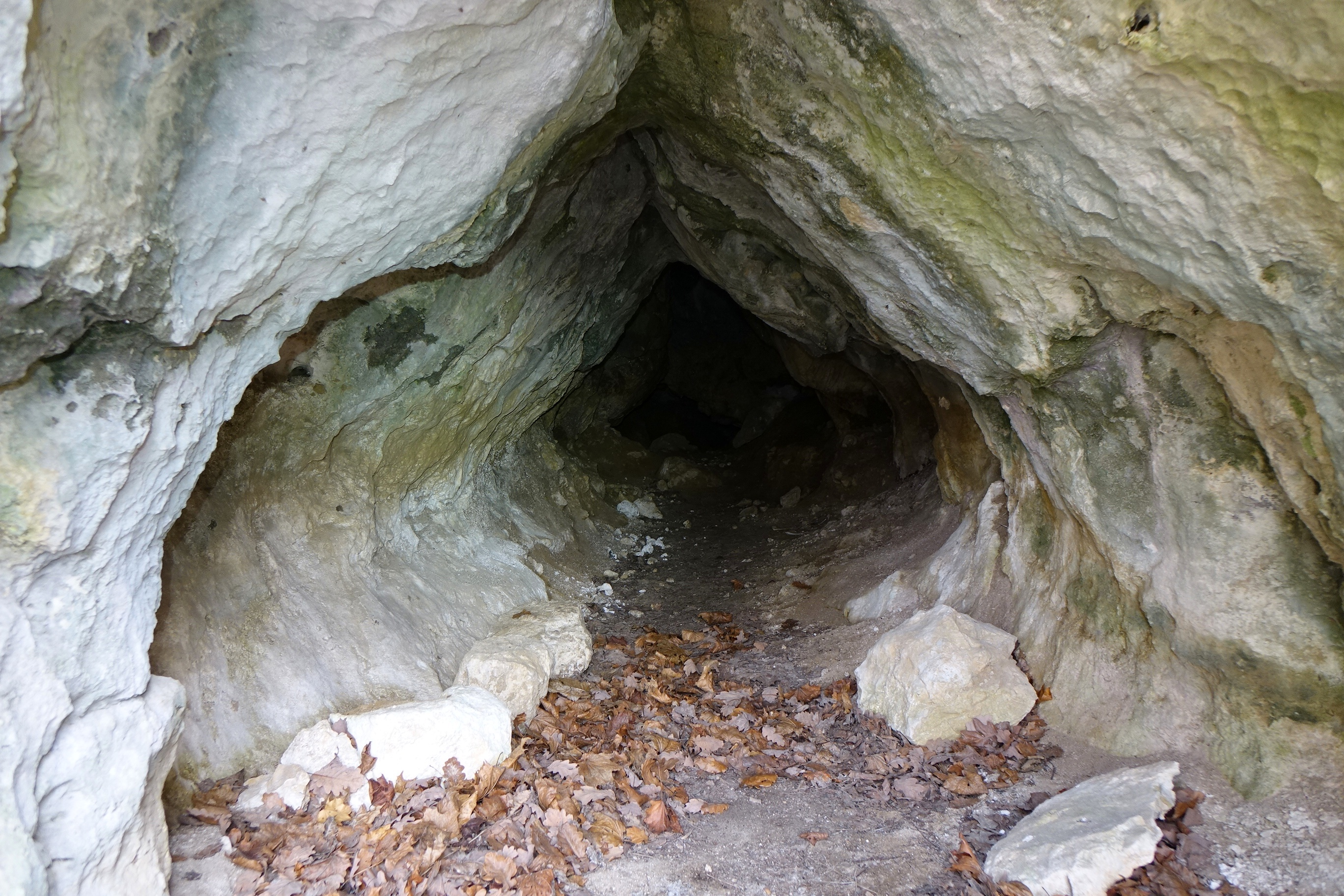
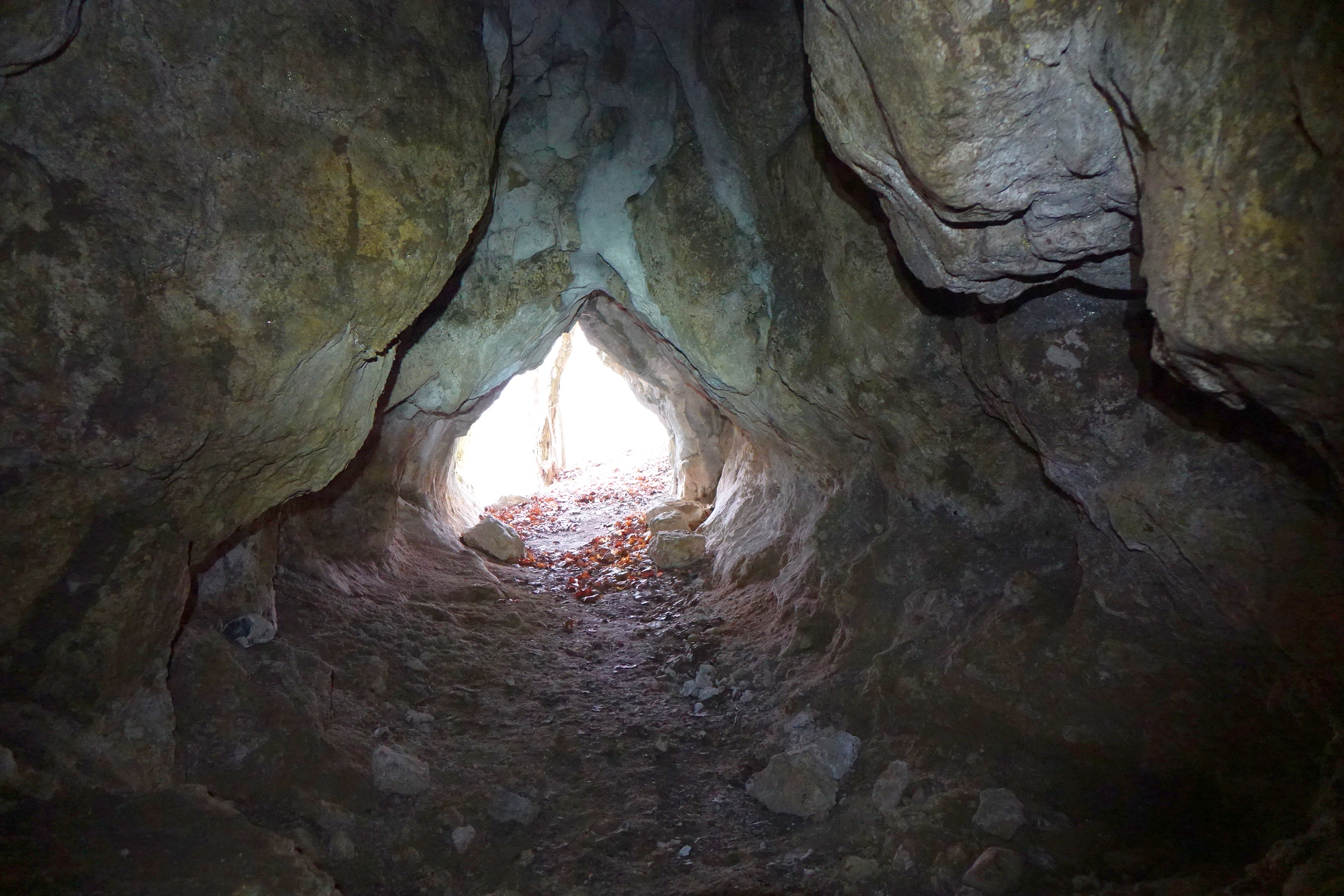
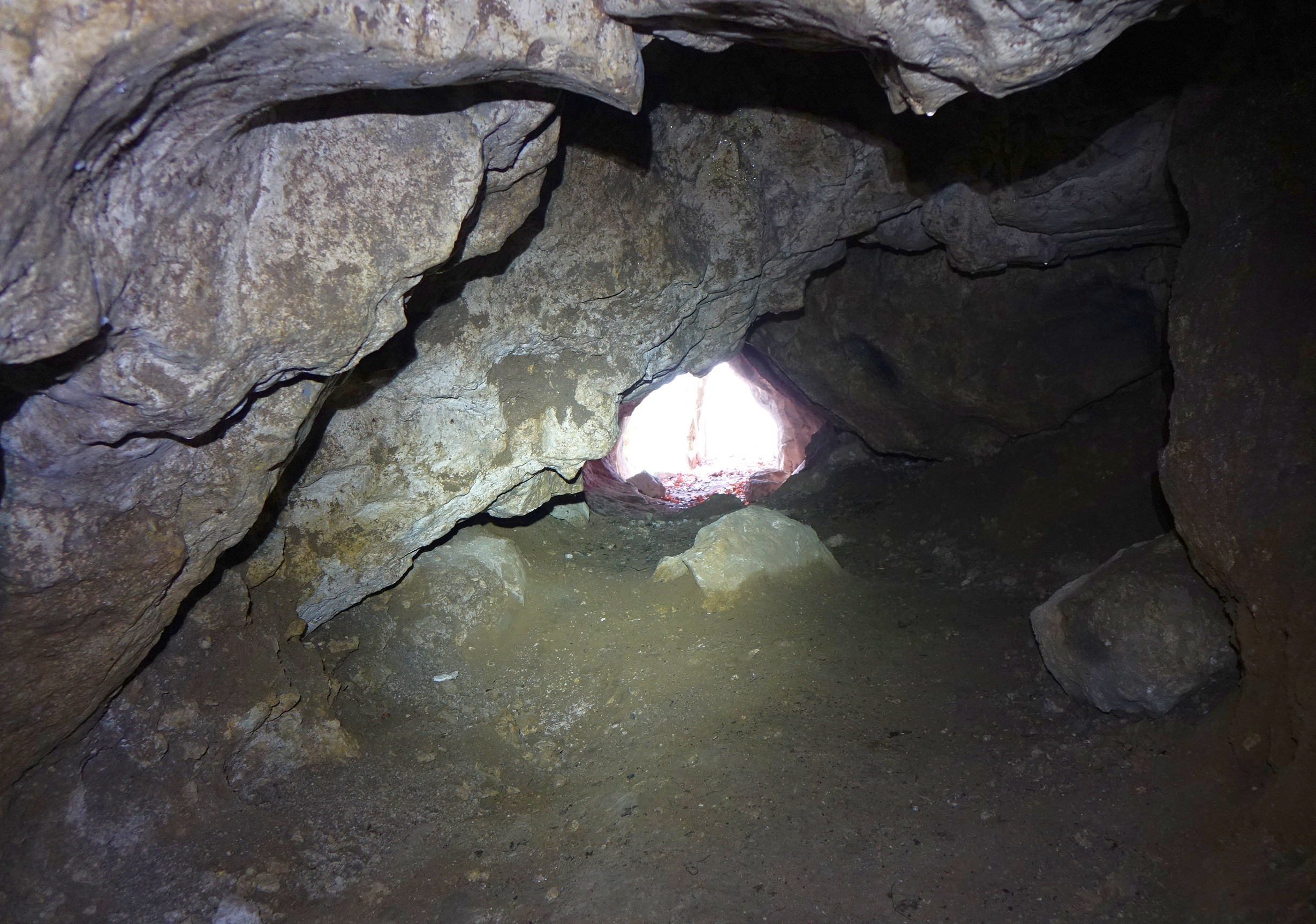